# Ordynariat dla wiernych obrządków wschodnich w Polsce
Ordynariat Polski, wiernych obrządków wschodnich (łac. Ordinariatus Poloniae, Ritus Orientalis Fidelis) – jednostka kościelnego podziału administracyjnego dla mieszkających w Polsce wiernych katolickich Kościołów wschodnich, nieposiadających tu własnych struktur. Pod obecną nazwą funkcjonuje od 16 stycznia 1991 r. po przekształceniu ordynariatu utworzonego 18 września 1981 r.  

## Historia
Po II wojnie światowej wierni katolickich obrządków wschodnich w wyniku zmian granic i polityki władz komunistycznych zostali pozbawieni własnych struktur kościelnych. Opiekę nad nimi sprawowali rzymskokatoliccy hierarchowie: kardynał August Hlond, Adam Stefan Sapieha i Stefan Wyszyński.  W 1981 delegatem apostolskim dla wiernych obrządków wschodnich w Polsce z prawami ordynariusza miejsca został prymas Polski, kardynał Józef Glemp.  
16 stycznia 1991 r., po mianowaniu Jana Martyniaka biskupem przemyskim, co przywróciło hierarchię Kościół greckokatolicki w Polsce obrządku bizantyjsko-ukraińskiego, ograniczono jurysdykcję ordynariatu i przyjęto jego obecną nazwę.
25 marca 1992 r. po reorganizacji diecezji polskich na mocy bulli papieża Jan Paweł II Totus Tuus Poloniae populus Ordynariat Polski został podporządkowany metropolii warszawskiej.
Od 2007 r. wierni Kościoła katolickiego obrządku bizantyjsko-słowiańskiego (Kościoła neounickiego) zostali również wyłączeni z ordynariatu i oddani pod opiekę duszpasterską łacińskiego biskupa siedleckiego.
W rzeczywistości zatem ordynariat obejmuje wyłącznie katolików obrządku ormiańskiego. Ordynariat pozostaje w unii personalnej z rzymskokatolicką archidiecezją warszawską. Każdy arcybiskup metropolita warszawski mianowany jest zwykle ordynariuszem wiernych obrządków wschodnich, niemających ordynariusza własnego Kościoła sui iuris.

## Ordynariusze
- Józef Glemp (18 września 1981 – 9 czerwca 2007)
- Kazimierz Nycz (9 czerwca 2007 – 8 marca 2025)
- Adrian Józef Galbas SAC (od 8 marca 2025[2][3])